# Gjerdefossen

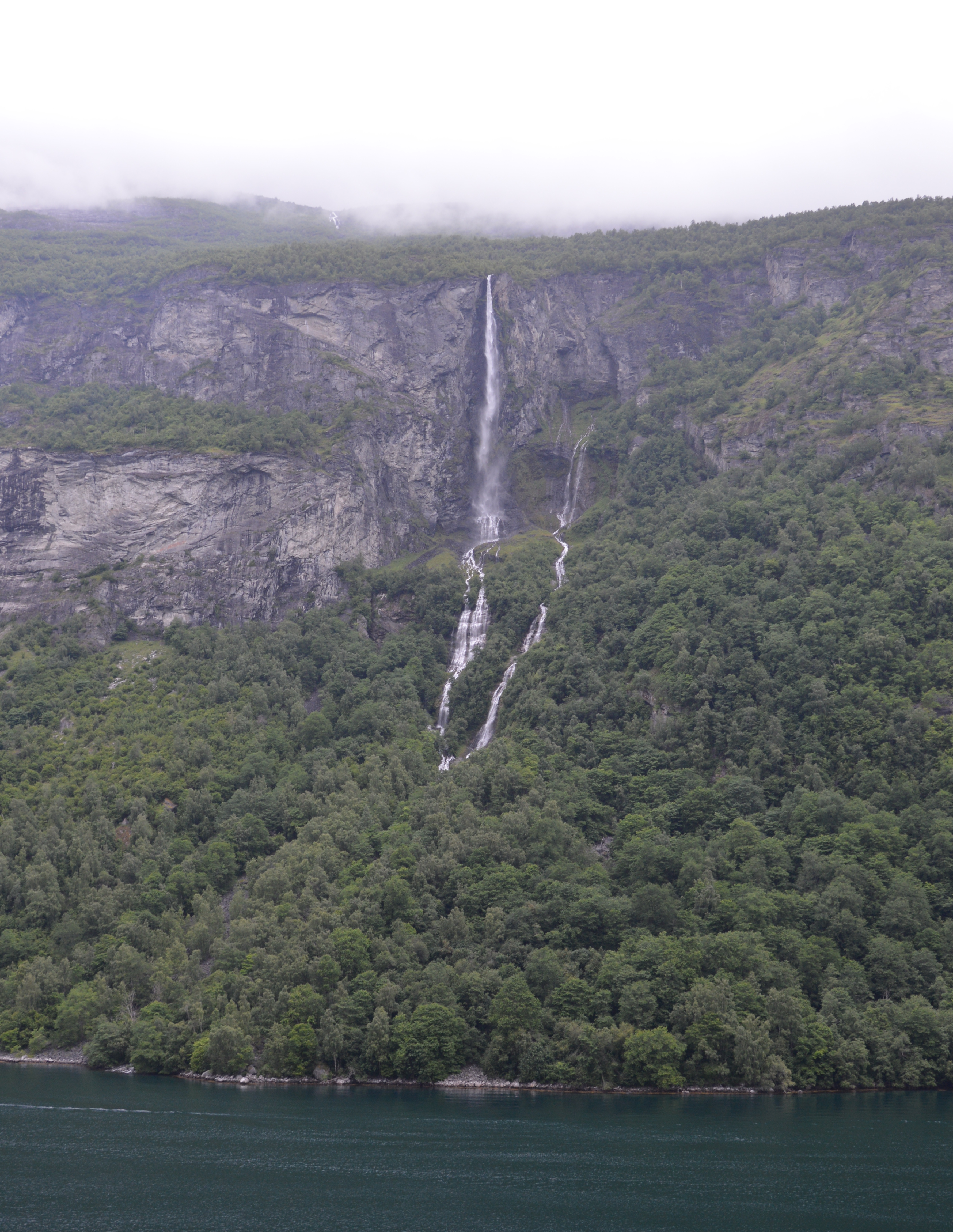
Gjerdefossen

Der Gjerdefossen ist ein Wasserfall im Geirangerfjord in der norwegischen Gemeinde Stranda in der Provinz Møre og Romsdal.
Er befindet sich auf der Nordseite des Fjords etwa 3,5 Kilometer nordwestlich von Geiranger. Etwa 600 Meter östlich des Gjerdefossen verläuft die Adlerstraße. Der Wasserfall wird vom Gebirgsbach Kviturelva gebildet, der nach kurzem Verlauf in zwei Strömen von einer Höhe zwischen 415 bzw. 245 Metern nur etwas westlich der kleinen Bucht Hyskjevika in den Fjord stürzt.